# Çingiz Sadıqov
Çingiz Sadıqov (auch Sadykhov oder Sadighov; * 5. April 1929 in Baku, Aserbaidschanische SSR, UdSSR; † 30. Dezember 2017 in San José) war ein aserbaidschanischer Pianist. Er arbeitete in Baku und San Francisco.

## Leben
Sadıqov absolvierte von 1939 bis 1946 die Gruppe begabter Kinder der Bul-Bul-Musikschule in Baku. Von 1939 bis 1946 studierte er Klavier an der Musikakademie Baku und wurde 1953 am Moskauer Konservatorium bei Alexander Borissowitsch Goldenweiser promoviert. Danach kehrte Sadıqov nach Baku zurück und war dort in den Jahren 1971 bis 1994 Solist der Aserbaidschanischen Staatsphilharmonie, Direktor der 16. Musikschule von Baku, künstlerischer Leiter der Azkontsert, Organisator und Lehrer des Art Institute of Yemen, Berater des Kulturministers sowie Professor an der Musikakademie Baku. Ab 1994 lebte er in San Francisco.
Sadıqov arbeitete mit aserbaidschanischen Künstlern wie Rəşid Behbudov, Müslüm Maqomayev, Lutfiyar Imanov, Fidan Gasimova und Khuraman Gasimova zusammen.
Laut Aida Huseynova zeichnete sich Sadıqovs Stil durch Originalität aus, indem er klassische Musik mit Elementen der traditionellen aserbaidschanischen Musik Mugham verband.
In den Jahren 1959 und 1987 erhielt Sadıqov den Ehrentitel Volkskünstler der Aserbaidschanischen Sozialistischen Sowjetrepublik. Auf Anordnung von Präsident İlham Əliyev wurde ihm 2009 der Şöhrət-Orden verliehen.

## Alben
- Songs Of Azerbaijan (1998)
- Piano Music Of Azerbaijan (2003)
- Muzik Of Azerbaijan (2006)

## Filmografie
- 1959: Onu bağışlamaq olarmı?
- 2002: Gülağa Məmmədov
- 2006: Çingiz Sadıqov
- 2006: Memar